# Lista de favelas da cidade do Rio de Janeiro
Esta é uma lista de favelas da cidade do Rio de Janeiro. As favelas brasileiras são mapeadas com dados e parâmetros definidos pelo IBGE e definidas pelo Instituto como aglomerados subnormais. A Prefeitura do Rio não define oficialmente favelas nem quais são, portanto, os dados aqui utilizados são referentes aos fornecidos pelo IBGE.

## Maiores favelas do Rio de Janeiro
Abaixo estão listadas as maiores favelas. A maioria obteve o status oficial de bairro.
O número populacional  se trata de dados estimados fornecidos pelo IBGE. o Censo 2020 é o primeiro a efetivamente visitar todas as casas do Brasil, incluindo aglomerados subnormais. 
| Imagem | Nome                             | População                 | Subdivisões | Informações Adicionais |
| ------ | -------------------------------- | ------------------------- | --- | --- |
|        | Complexo de Senador Camará       | est. 16.000 (2000)        | Coreia: - Mobral - Chapa Quente - Favelinha do "Xuxu" - Favela Morro do Céu - Favela da Torre - Croacia - Xuxuzão - Favela Cavalo de Aço - Favela Rebu - Carinhoso - Favela da Selva - Beira Rio - Favela Annes Dias - Favela Brasil-Coreia (Morro da Esperança) - Morro da Titica - Conjunto João Paulo II Vila Aliança: - Mangueiral - Casinhas - Pantanal - Bairro Araújo - Iraque - Nova Aliança - Beira-Rio - Vacaria - Condomínio Colinas do Retiro - Minha Deusa - Villa Moretti Estrada do Viegas: - Favela do Sapo - Morrinho - Favela da Pedra/Pedreira - Morro do Sossego | - Atualmente o maior complexo de Favelas do Rio, conta com aproximadamente 5.420.610 metros quadrados (IPP-RJ). - Maior extensão territorial dominada pelo narcotráfico no país. - Toda a localidade conta com serviços básicos como: Coleta de Lixo, Saneamento Básico, Postos de Saúde, UPAS e Centros de Assistência Social. - Também conhecido como Fazenda Coqueiros. |
|        | Conjunto Nova Cidade (Inhoaíba)  | est. 210.000 (2013)       | - Favela do Barbante - Favela Vila do Céu - Favela Vila União - Favela Vila São Jorge - Favela Vila Boa Esperança - Favela Nova Conquista - Favela Bairro Nova Aguiar | - 2ᵃ maior favela em tamanho no Rio de Janeiro (933.162 metros quadrados) |
|        | Complexo do Alemão               | est. 69.143 (2010)        | - Comunidade da Nova Brasília - Comunidade da Fazendinha - Morro da Baiana - Morro do Adeus - Comunidade da Alvorada - Comunidade da Grota - Reservatório - Mineiros - Comunidade da Pedra do Sapo - Comunidade das Casinhas - Canitar - Comunidade da Matinha | - População estimada em 300 mil habitantes. - 74% da população é negra. - 2º Menor IDH do RJ, atrás apenas de Costa Barros. |
|        | Complexo da Maré                 | 140.000 (2019)            | - Morro do Timbau - Baixa do Sapateiro - Conjunto Marcílio Dias - Parque Maré - Parque Roquete - Pinto - Parque Rubens Vaz - Parque União - Nova Holanda - Praia de Ramos - Conjunto Esperança - Vila do João - Vila do Pinheiro - Conjunto Bento Ribeiro Dantas - Nova Maré - Conjunto Novo Pinheiro (Salsa e Merengue) - Cavalo de Aço | - Estimativa populacional da ONG Redes da Maré. |
|        | Rocinha                          | est. 69.356 (2010)        | | |
|        | Complexo de Israel               | est. 140.000 (2010)       | - Favela Vígario Geral - Favela Parada de Lucas - Zona Sul - Favela Conjunto Cidade Alta - Conjunto Bancários - Conjunto Porto Velho - Conjunto Antônio de Salema - Divinéia - Serra Pelada - Avilã - Vila Cambuci - Roraima - Bom Jardim - Morrinho - Favela Pica-Pau - Favela Cinco Bocas - Conjunto Arco-íris - Conjunto Regina | |
|        | Cidade de Deus                   | est. 36.515 (2010)        | | |
|        | Complexo da Penha                | est. 78.678 (2010)        | - Morro do Grotão - Morro da Chatuba - Morro da Fé - Morro da Caixa D'Água - morro do Sereno - Morro do Caracol - Vila Cruzeiro - Ordem e Progresso - Merendiba - Morro da Penha - Parque Proletário - 4 Bicas - Favela da Cascatinha - Sem Terra - Palestina | |
|        | Complexo do Chapadão             | est. 25.000 (2010         | - Gogó da Ema - Criança Esperança - Cavaleiro - Tiradentes - Himalaia - Papavento - Torre - Morro do Miguel - Manhama - Final Feliz - Morro do Chapadão - Javali | |
|        | Complexo da Pedreira             |                           | - Morro da Pedreira - Morro da Lagartixa - Morro da Quitanda - Fazenda Botafogo - Mata Quatro - Favela Final Feliz - Conjunto Tom Jobim - Morro do Chaves - Favela da Joana d'Arc - Terra Nostra - Eternit - iraque | |
|        | Complexo do Lins                 | est. 150.000 (IPP) (2017) | - Árvore Seca - Morro do Encontro - Morro do Amor - Morro da Bacia - Barro Preto - Barro Vermelho - Cachoeirinha - Cachoeira Grande - Morro do Gambá - Morro da Cotia - Boca do Mato | |
|        | Jacarezinho                      | est. 37.839 (2010)        | | |
|        | Vila Kennedy                     | est. 150.000(1999)        | - Metral - Malvina - Progresso - Manilha - Leão - Quafá - Congo - Morrinho - Favela do Jiló e Quiabo - Barrão, Rampa e Pedra | |
|        | Complexo de Favelas do Acari     | est. 27.347 (2010)        | - Vila Esperança - Parque Coroado - Parque Acari - Favela da Beira Rio - Favela de Acari - Favela da Parmalat - VIlá Nazaré - Favela do Amarelinho (IAPC de Acari) | |
|        | Complexo de Favelas da Mangueira | est. 17.835 (2010)        | - Vila da Paz (Mangueira) - Buraco Quente - Olaria - Chalé - Vila Miséria | |
|        | Manguinhos                       | est. 36.610 (2010)        | - Carlos Chagas (Manguinhos) - Chip (Manguinhos) - Cobal (Manguinhos) - Mandela (Manguinhos) - Manguinhos (Manguinhos) - Parque João Goulart (Manguinhos) - Parque Oswaldo Cruz (Manguinhos) - São Daniel (Manguinhos) - Varginha (Manguinhos) | |

### Bairros não oficiais
Nesta seção estão alguns bairros não-oficiais que por fatores históricos ou sociais, por vezes são citados como favelas, mas são totalmente urbanizados e não são favelas.
- Rio das Pedras
- Mariópolis
- Vila Aliança
- Vila Kennedy
- Fazenda da Bica
- Fazenda Botafogo

## Complexos de Favelas
O significado da palavra Complexo, segundo o Dicionário Houaiss, é "construção composta de numerosos elementos interligados ou que funcionam como um todo". Assim, na cultura carioca, são consideradas "complexos de favelas" aquelas favelas que estão interligadas geograficamente, onde são literalmente conectadas fisicamente ou quando abarcam favelas que estão muito próximas entre si e compartilham do mesmo domínio político (dominado pela mesma facção criminosa). 

### Complexo do Caju
- São Sebastião
- Ladeira dos Funcionários
- Parque boa Esperança
- Clemente Ferreira
- Parque Alegria
- Chatuba do Caju
- Manilha
- Quinta do Caju
- Praia do Caju

### Complexo do Lins
- Barro Preto
- Barro Vermelho
- Encontro
- Bacia
- Amor
- Árvore Seca
- Cachoeirinha
- Cachoeira Grande
- Gambá
- Cotia
- Boca do Mato

### Complexo da Penha
- Morro da Fé
- Paz
- Sereno
- Caixa D'água
- Caracol
- Chatuba
- Grotão
- Parque Proletário
- Vila Cruzeiro
- Quatro Bicas
- Merendiba

### Complexo do São Carlos
- Mineira
- São Carlos
- Zinco
- Querosene
- Laura

### Complexo da Pedreira
- Terra Nostra
- Conjunto Habitacional Bairro 13
- Morro da Lagartixa, Morro da Quitanda,
- Morro da Pedreira
- Conjunto da Fazenda Botafogo
- Favelinha
- Joana Dar'c, Eternit
- Boa Vista
- Chaves

### Complexo da Congonha
- Congonha
- Cajueiro
- Morro do Sapé
- Faz-Quem-Quer
- Terço
- Moisés Santana (Madureira)

### Complexo da Serrinha
- Serrinha
- Grota
- Balaida
- Sadock
- Beco das Bruxas
- Fazenda
- Patolinha
- Beco do Kisuco
- Lambari
- São José e Dendêzinho
- Terra Nova
- Primavera
- Comunidade Oswaldo Cruz(Favelinha)

### Complexo do 18
- Morro do 18
- Lemos de brito
- Saçu

### Complexo do Guararapes
- Favela Cerro-Corá
- Favela Vila Cândido
- Favela Guararapes

## Favelas avulsas
Abaixo, a lista de favelas, de acordo com o IBGE:

### A
- Aço (Santa Cruz) - Também conhecida como Vila Paciência
- Favela da Águia de Ouro (Inhaúma)
- Amarelinho (Irajá)
- Morro do Andaraí (Andaraí)
- Morro da Árvore Seca (Lins de Vasconcelos)

### B
- Morro da Babilônia (Leme)
- Bairro 13 (Costa Barros - Complexo da Pedreira)
- Morro do Bacalhau (Cascadura)
- Bacia de Anchieta (Anchieta e Ricardo de Albuquerque)
- Morro da Bacia (Lins de Vasconcelos)
- Morro da Bacia (Anchieta)
- Baixa do Sapateiro (Complexo da Maré)
- Morro Baleares (Cavalcante)
- Morro do Bananal (Tijuca)
- Morro do Banco (Itanhangá)
- Favela Bandeira II (Del Castilho)
- Morro do Barão (Praça Seca)
- Morro da Barão (Lins de Vasconcelos)
- Morro do Barbante (Ilha do Governador)
- Favela do Barbante (Conj. Nova Cidade - Campo Grande)
- Morro da Baronesa (Praça Seca)
- Morro da Barreira do Lins (Lins de Vasconcelos)
- Favela Barreira do Vasco (Vasco da Gama)
- Morro da Barreira (Rocha Miranda)
- Favela da Barreira (Santa Cruz)
- Morro do Barro Preto (Lins de Vasconcelos)
- Morro do Barro Vermelho (Lins de Vasconcelos)
- Morro do Bateau Mouche  (Praça Seca)
- Favela Batan (Realengo)
- Favela Batanzinho (Realengo)
- Favela Batutas (Cordovil)
- Favela Beco da Esperança (Engenho de Dentro)
- Favela Beco da Guarda (Sepetiba)
- Favela do Beco do Camarão (Santa Cruz)
- Favela do Beco do Vitorino (Água Santa e Encantado)
- Favela da Beira do Canal (Vargem Pequena)
- Favela Beira Rio (Pavuna)
- Beira-Rio (Anchieta)
- Beira-Rio (Recreio dos Bandeirantes)
- Conjunto da Beira Rio (Campo Grande)
- Morro da Bela Vista (Tanque)
- Morro da Bela Vista da Pichuna (Ilha do Governador)
- Favela do Belém-Belém (Engenho de Dentro)
- Favela do Bereti (Anchieta)
- Favela do Bernardino  (Turiaçu)
- Favela do Bernardo (Encantado)
- Morro do Birigui (Realengo)
- Morro do Bispo (Rio Comprido)
- Favela do Bloco 5 (Realengo)
- Morro da Boa Esperança (Campinho)
- Morro da Boca do Mato (Lins de Vasconcelos e Engenho Novo)
- Boca do Rato (Guaratiba)
- Favela do Bom Jardim de Cordovil (Cordovil)
- Favela do Boqueirão (Bangu)
- Morro da Borda do Mato (Grajaú)
- Morro do Borel (Tijuca)
- Favela do Bosque dos Pássaros (Campo Grande)
- Favela do Bosque Mont Serrat (Vargem Pequena)
- Morro do Budapeste (Ilha do Governador)
- Morro do Buraco Quente (Senador Vasconcelos)
- Morro do Boogie Woogie (Ilha do Governador)

### C
- COHAB de Realengo (Realengo)
- Rua Carumbé (Realengo)
- Morro do Coqueiro (Ilha do Governador)
- Morro dos Cabritos (Copacabana)
- Morro da Cachoeira Grande (Lins de Vasconcelos)
- Morro da Cachoeirinha (Lins de Vasconcelos)
- Favela do Cachorro Sentado (Vargem Grande)
- Caixa d'Água (Quintino e Piedade)
- Morro da Caixa D'água (Penha e Brás de Pina)
- Morro da Caixa D'água (Tanque)
- Favela da Caxangá (Encantado)
- Morro do Cajueiro (Madureira, Turiaçu e Vaz Lobo)
- Morro da Camarista Méier (Engenho de Dentro)
- Favela da Cafua (Coelho Neto)
- Morro do Cambalacho (Itanhangá)
- Favela do Cambuci (Cordovil)
- Favela do Caminho da Reta (Honório Gurgel)
- Favela do Caminho do Lúcio (Bangu)
- Favela do Caminho do Rio Pequeno (Jacarepaguá)
- Favela do Caminho do Urubu (Campo Grande)
- Favela do Caminho do Arroio Pavuna (Jacarepaguá)
- Canal do Anil (Gardênia Azul)
- Canal do Cortado (Recreio)
- Morro do Canal (Realengo)
- Canecão (Realengo)
- Cantagalo-Pavão-Pavãozinho (Ipanema e Copacabana)
- Capitão Menezes (Praça Seca)
- Capitão Teixeira (Realengo)
- Capim (Parque Anchieta)
- Caracol (Penha)
- Caramuru (Tomás Coelho)
- Cardoso de Mesquita (Água Santa e Encantado)
- Carrapato (Parque Anchieta)
- Cariri (Olaria)
- Carlos Drumond de Andrade (Jacaré)
- Carroças (Inhaúma)
- Carobinha (Campo Grande)
- Casa Branca (Tijuca)
- Cascatinha (Vargem Grande)
- Cassiano (Santa Cruz)
- Catrambi (Tijuca)
- Caxangá (Tanque)
- Cavalo de Aço (Senador Camará)
- Cerro Corá (Cosme Velho)
- César Maia (Vargem Pequena)
- Céu Azul (Engenho Novo)
- Cinco Bocas (Brás de Pina)
- Cidade Alta (Cordovil)
- Chapadão (Complexo do Chapadão )
- Chácara (Turiaçu)
- Chácara Del Castilho (Del Castilho e Maria da Graça)
- Chácara (Tijuca)
- Chácara do Céu (Vidigal)
- Chacrinha (Tijuca)
- Chacrinha (Praça Seca)
- Chapéu Mangueira (Leme)
- Chatuba (Penha)
- Chatuba (Caju)
- Chaves (Barros Filho - Complexo da Pedreira)
- Chega Mais (Cordovil)
- Clara Nunes (Rio Comprido)
- Clarim Gorésio (Taquara)
- Cotia (Lins de Vasconcelos)
- Coco (Fregesia)
- Cohab (Realengo)
- Conjunto Dos Ferroviários (Pilares, Abolição e Engenho de Dentro)
- Comandante Luíz Souto (Tanque)
- Comendador Pinto (Madureira)
- Comendador Sofia (Campo Grande)
- Cônego (Honório Gurgel)
- Congonhas (Turiaçu)
- Coréia (Senador Camará)
- Coroa (Catumbi)
- Coroa (Pilares)
- Coroados (Vargem Pequena)
- Coroados (Laranjeiras)
- Cosme e Damião (Realengo)
- Cova da Onça (Costa Barros)
- Covanca (Tanque)
- Cobalto (Santa Cruz)
- Creche (Jacarepaguá)
- Criança Esperança (Guadalupe e Anchieta)
- Cristo Redentor (Anchieta)
- Cruz (Andaraí)
- Curral das Éguas (Magalhães Bastos)
- CCPL (Benfica)
- Cruzada (Leblon)

### D
- Da Curva (Vargem Grande)
- Dendê (Ilha do Governador)
- Dezoito (Água Santa)
- Disneylândia (Brás de Pina e Cordovil)
- Dique (Vigário Geral)
- Divineia ou 31 de Outubro (Paciência)
- Divineia (Cordovil)
- Divineia (Complexo da Cidade Alta)
- Divineia (Andaraí)
- Dona Francisca (Lins de Vasconcelos)
- Dona Zélia (Engenheiro Leal)
- Dois de Maio (Sampaio, Riachuelo e Engenho Novo)
- Dois Irmãos (Vidigal)
- Dois Irmãos (Jacarepaguá)
- Dourado (Cordovil)
- Doutor Fernando (Campo Grande)
- Duzentos (Ilha do Governador)

### E
- Encanamento (Guadalupe)
- Encontro (Lins de Vasconcelos)
- Engenheiro Alfredo Gonçalves (Piedade)
- Engenheiro Clóvis Daudt (Água Santa)
- Engenho (Inhaúma e Engenho da Rainha)
- Entre Rios (Jacarepaguá)
- Erédia de Sá (Benfica)
- Escondidinho (Santa Teresa)
- Esperança (Santíssimo)
- Espírito Santo (Praça Seca)
- Estrada da Curicica (Curicica)
- Estrada da Saudade (Bangu)
- Estrada do Taquaral (Senador Camará)
- Estrada do Catonho (Jardim Sulacap)
- Estrada do Quitite (Jacarepaguá)
- Estrada do Rio do Pau (Anchieta)
- Estrada do Tijuaçu (Alto da Boa Vista)
- Estrada Meringuava (Taquara)
- Eternit (Costa Barros - Complexo da Pedreira)
- Everest (Inhaúma)

### F
- Fallet (Santa Teresa)
- Família (Encantado)
- Favela Bairro (Turiaçu)
- Favela da Foice (Pedra de Guaratiba)
- Favela da Laura (Cidade Nova)
- Fazenda (Itanhangá)
- Fazenda Botafogo (Costa Barros - Complexo da Pedreira)
- Fazenda Cassiana (Paciência) - conhecido como Manguariba III
- Fazenda Coqueiro (Senador Camará)
- Fazenda Mato Alto (Jacarepaguá)
- Fazendinha (Água Santa)
- Fazenda (Vaz Lobo)
- Faz quem quer (Rocha Miranda)
- Fé (Vila da Penha)
- Fé em Deus (Parque Anchieta)
- Fernão Cardim (Engenho de Dentro e Pilares)
- Ferreira de Araújo (Benfica)
- Ficap (Pavuna)
- Final Feliz (Pavuna, Costa Barros e Acari - Complexo da Pedreira)
- Floresta da Barra (Itanhangá)
- Florestal (Realengo)
- França (Tijuca)
- Fogueteiro (Rio Comprido)
- Fogo Cruzado (Bonsucesso)
- Fontela (Vargem Pequena)
- Formiga (Tijuca)
- Francisco de Castro (Santa Teresa)
- Frederico Faulhaber (Realengo)
- Frei Gaspar (Penha)
- Frei Sampaio (Penha)
- Fubá (Cascadura e Campinho)
- Fumacê (Realengo)
- Furnas (Itanhangá)
- Furquim Mendes (Vigário Geral)

### G
- Guaximim (Coelho Neto)
- Galinha (Inhaúma)
- Gambá (Lins de Vasconcelos)
- Gari (Paquetá)
- Gongo (Bangu)
- Gogo da Ema (Guadalupe)
- Gouveia (Paciência)
- Granja Paulo de Medeiros (Água Santa)
- Grota (Madureira)
- Grota Funda (Guaratiba e Vargem Grande)
- Grota Baixa (Maria da Graça)
- Grotão (Costa Barros)
- Grotão (Horto)
- Grotão (Penha)
- Guaíba (Brás de Pina)
- Guaporé (Brás de Pina)
- Guarabu (Ilha do Governador)
- Guarabu (Anchieta)
- Guararapes (Cosme Velho)
- Guariúba (Ilha do Governador)
- Guarda (Inhaúma)
- Guardião (Copacabana)

### H
- Horto (Jardim Botânico)
- Horto Florestal (Santa Cruz)
- Helder Vivár (Cascadura)
- Hunter Da Peña (Recreio)

### I
- Ideal (Realengo)
- Iguaçu (Engenheiro Leal e Cavalcante)
- Iguaíba (Cascadura)
- Ildefonso Falão (Parque Colúmbia)
- Isadora (Campo Grande)
- Imaculada Conceição (Cosme Velho)
- Inácio Amaral (Freguesia)
- Inácio Dias (Freguesia)
- Inácio Dias (Piedade e Encantado)
- INPS (Ilha do Governador)
- Indiana (Tijuca)
- Itabirito (Piedade)
- Itatiba (Anchieta)
- Itacuã (Ilha do Governador)

### J
- Jabiri (Marechal Hermes)
- Jacaré (Santíssimo)
- Jamelão (Andaraí e Grajaú)
- Jardim Bangu (Bangu)
- Jardim Clarice (Senador Camará)
- Jardim da Liberdade (Campo Grande)
- Jardim do Amanhã (Jacarepaguá)
- Jardim do Carmo (Vila Kosmos)
- Jardim do Recreio (Recreio)
- Jardim Duas Praias (Ilha)
- Jardim Leal (Santa Cruz)
- Jardim Luana (Guaratiba)
- Jardim Metrô (Irajá)
- Jardim Maravilha (Guaratiba)
- Jardim Moriçaba (Senador Vasconcellos)
- Jardim Piedade (Piedade)
- Jardim Sete de Abril (Paciência)
- Jardim São Pedro (Bangu)
- Jardim Vila Kosmos (Vila Kosmos)
- Jardim Vila São Bento (Bangu)
- Javatá (Anchieta e Guadalupe)
- JK (Andaraí)
- Joaquim Magalhães (Senador Vasconcelos)
- Joaquim Martins (Piedade e Encantado)
- Joaquim Queiroz (Ramos)
- João Goulart (Higienópolis)
- João Paulo II (Grajaú)
- João Teles De Menezes (Ilha Do Governador)
- Job (Complexo do Chapadao)
- Jordão (Jacarepaguá)
- Jorge Turco (Rocha Miranda e Coelho Neto)[6]
- José de Anchieta (Rio Comprido)
- José de Anchieta (Praça Seca)
- Juca (Cascadura)
- Julio Otoni (Santa Teresa)
- Juramento (Tomás Coelho e Vicente de Carvalho)
- Juramentinho (Vicente de Carvalho)
- Junqueira (Paciência)
- Juquinha (Santa Cruz)
- Jubai (Marechal Hermes)
- Jurema (Paquetá)
- Jurubeba (Guadalupe)

### K
- Kelson's (Penha)
- Kinder Ovo (Ramos)
- Terry Kholeman (Barros Filho)

### L
- Ladeira da Reunião (Tanque)
- Ladeira do Calharins (Jacarepaguá)
- Ladeira dos Funcionários (Caju)
- Ladeira dos Tabajaras (Copacabana)
- Ladeira de Santa Isabel (Santa Teresa)
- Lagartixa (Costa Barros - Complexo da Pedreira)
- Laranjal (Jacarepaguá)
- Larguinho (Realengo)
- Laudelino Freira (Penha)
- Lemos de Brito (Piedade)
- Liberdade (Rio Comprido)
- Favela da Linha (Costa Barros -  Complexo da Pedreira)
- Favela da Light (Realengo)
- Linha de Austin (Paciência)
- Livramento (Gamboa)
- Lote Mil (Favela do Cerol) (Taquara)
- Loteamento São Sebastião (Taquara)
- Loteamento Juca Ferreira (Pavuna)
- Luanda (Guaratiba)
- Luíz Fernando Vitor Filho (Santa Cruz)
- Luíz Marcelino (Santa Teresa)
- Luis Murat (Realengo)
- Luís Bom (Campo Grande)

### M
- Madagascar (Parque Colúmbia)
- Maestro Arturo Toscanini (Ilha)
- Mafuá (Caju)
- Magarça (Guaratiba)
- Magno Martins (Ilha do Governador)
- Maloca (Laranjeiras)
- Malvinas (Irajá)
- Mandala (Taquara)
- Mangariba (Santa Cruz)
- Mangueira (Botafogo)
- Mangueiral (Bangu)
- Manhama (Complexo do Chapadão)
- Manoel Luís (Paquetá)
- Manilha (Caju)
- Manuel Nogueira De Sá (Realengo)
- Maranata (Guadalupe)
- Marcílio Dias (Penha)
- Marechal Jardim (São Cristóvão e Benfica)
- Marcos Macedo (Guadalupe)
- Maria Angu (Ramos)
- Merindiba (Penha)
- Mariópolis (Anchieta)
- Margem do Cação Vermelho (Santa Cruz)
- Margem do Canal de São Francisco (Santa Cruz)
- Marianos (Piedade)
- Marimbá (Jacaré)
- Marimbondo (Camorim)
- Mata Machado (Alto da Boa Vista)
- Mata Quatro (Guadalupe)
- Matinha (Rio Comprido)
- Matinoré (Jacaré)
- Mato Alto (Guaratiba)
- Mato Alto (Praça Seca)
- Matriz (Engenho Novo)
- Meringuava (Taquara)
- Meriti (Vista Alegre)
- Metral (Bangu)
- Metro da Mangueira (São Francisco Xavier)
- Miguel Dibo (Irajá)
- Miguel Austragelésio (Santa Teresa)
- Mineira (Catumbi)
- Mineira (Andaraí)
- Mineiros (São Cristóvão)
- Mineiros (Piedade)
- Minha Deusa (Realengo)
- Mirante do Tuita (São Cristovão)
- Moisés Santana (Turiaçu)
- Monte Carmelo (Bento Ribeiro)
- Morada Verde (Santa Cruz)
- Morro da Mina (Campo Grande)
- Morro da Mina (Engenho de Dentro)
- Morro da Mina (Lins de Vasconcelos)
- Morro da Mina (Água Santa)
- Morro dos Macacos (Vila Isabel)
- Mourão Filho (Ramos)
- Mundial (Honório Gurgel)
- Muzema (Itanhangá)

### N
- Nossa Senhora da Apresentação (Irajá)
- Nossa Senhora da Conceição (Ramos)
- Nossa Senhora da Glória (Vila Valqueire)
- Nossa Senhora da Guia (Lins de Vasconcelos)
- Nossa Senhora da Penha (Caju)
- Nossa Senhora das Graças (Ilha do Governador)
- Novo Galo (Caju)
- Nova Aguiar (Campo Grande)
- Nova Aurora (Taquara)
- Nova Cidade (Campo Grande)
- Nova Descoberta (Santa Cruz)
- Nova Divineia (Grajaú)
- Nova Era (Santa Cruz)
- Nova Esperança (Gardênia Azul)
- Nova Guaratiba (Guaratiba)
- Nova Holanda (Ramos)
- Nova Jérsei (Paciência)
- Nova Jerusalém (Barros Filho)
- Nova Pavuna (Pavuna)
- Nova Maracá (Tomás Coelho)
- Nova Sepetiba  (Sepetiba)
- Novo Campinho (Campo Grande)
- Novo Horizonte (Campo Grande)
- Novo Lar (Vargem Grande)
- Novo Palmares (Jacarepaguá)

### O
- Oito W (Recreio)
- Oito de Dezembro (Anchieta)
- Oliveira Bueno (Anchieta)
- Ouro Preto (Quintino)
- Ouro Preto (Lins de Vasconcelos)
- Outeiro (Jacarepaguá)

### P
- Paço do Lumiar (Pechincha)
- Padre (Pavuna)
- Padre Nóbrega (Quintino)
- Palmeiras (Inhaúma)
- Palmeirinha (Honório Gurgel)
- Pantanal (Recreio)
- Pantanal (Santa Cruz)
- Pantanal (Rio Comprido)
- Parada de Lucas (Parada de Lucas)
- Pára-Pedro (Irajá e Colégio)
- Parque Alegria (Caju)
- Parque Araruna (Quintino)
- Parque Bela Vista (Honório Gurgel)
- Parque Boa Esperança (Caju)
- Parque Bom Menino (Irajá)
- Parque Candelária (São Cristóvão)
- Parque Catete (Santa Teresa)
- Parque da Conquista (Caju)
- Parque da Esperança (Campo Grande)
- Parque Esperança (Anchieta)
- Parque Félix Ferreira (Higienópolis)
- Parque Horácio Cardoso Franco (Benfica)
- Parque Itambé (Ramos)
- Parque Liberal (Padre Miguel)
- Parque Jardim Beira Mar (Parada de Lucas)
- Parque Maré (Bonsucesso)
- Parque Marlene (Jacaré)
- Parque Proletário de Cordovil (Cordovil)
- Parque Proletário (Vigário Geral)
- Parque Proletário (Engenho da Rainha e Inhaúma)
- Parque Proletário dos Bancários (Ilha do Governador)
- Parque Proletário Monsenhor Brito (Bonsucesso)
- Parque Rebouças (Rio Comprido)
- Parque Royal (Ilha do Governador)
- Parque São José (Barros Filho)
- Parque São Pedro (Guaratiba)
- Parque São Sebastião (Caju)
- Parque Silva Vale (Tomás Coelho)
- Parque Tiradentes (Ricardo de Albuquerque)
- Parque União (Bonsucesso)
- Parque União (Del Castilho)
- Parque Unidos (Parque Colúmbia)
- Parque Vila Isabel (Vila Isabel)
- Parque Vitória (Caju)
- Parnaíba (Coelho Neto)
- Pavão-Pavãozinho (Copacabana)
- Pau da Bandeira (Vila Isabel)
- Pau Ferro (Encantado)
- Paula Ramos (Rio Comprido)
- Paulo Matos (Rio Comprido)
- Paz (Penha)
- Paz e Amor (Padre Miguel)
- Pé Sujo (Cordovil)
- Pedacinho do Céu (Cordovil)
- Pedra Bonita (São Conrado)
- Pedra Branca (Jacarepaguá)
- Pedra Lisa (Santo Cristo)
- Pedreira (Costa Barros - Complexo da Pedreira)
- Pedregulho (Benfica)
- Pedrinhas (Anchieta)
- Pereira Leitão (Turiaçu)
- Pereira Pinto (Engenho da Rainha e Tomás Coelho)
- Pereirão (Laranjeiras)
- Perereca (Guadalupe)
- Periquito (Parque Anchieta)
- Periquito (Realengo)
- Piancó (Ramos)
- Pica Pau (Taquara)
- Pica Pau (Cordovil)
- Pica Pau Amarelo (Cachambi)
- Pinheiro (Bonsucesso)
- Pinheiros (Jacarepaguá)
- Piraquara (Realengo)
- Piraquê (Guaratiba)
- Pinto (Santo Cristo)
- Piolho (Tanque)
- Pombo Sem Asa (Vargem Grande)
- Ponte Azul (Nilópolis e Anchieta)
- Ponte de Coelho Neto (Coelho Neto)
- Ponte Preta (Santa Cruz)
- Ponte do Rio dos Cachorros (Santíssimo)
- Pôr do Sol (Santa Cruz)
- Portugal Pequeno (Taquara)
- Posse (Campo Grande)
- Posto 200 (Realengo)
- Praça da Playboy (Jacarepaguá)
- Praça Granito (Anchieta)
- Praça Marimbá (Jacaré)
- Praia da Rosa (Ilha)
- Praia de Ramos (Ramos)
- Prazeres (Santa Teresa)
- Prefeitura (Ilha)
- Pretos Forros (Lins de Vasconcelos e Água Santa)
- Primavera (Cavalcanti)
- Proença Rosa (Barros Filho - Complexo da Pedreira)
- Providência (Gamboa e Santo Cristo)

### Q
- Quarenta e Oito (Senador Camará e Bangu)
- Querosene (Estácio e Rio Comprido)
- Querosene (Ilha)
- Quieto (Sampaio, Engenho Novo, Riachuelo, Rocha e São Francisco Xavier)
- Quiririm (Vila Valqueire)
- Quinta (Caju)
- Quitanda (Costa Barros - Complexo da Pedreira)
- Quintanilha (Freguesia)
- Quitungo (Brás de Pina e Cordovil)

### R
- Rato (Estácio)
- Rato (Engenho Novo e Jacaré)
- Rato Molhado (Inhaúma)
- Recanto Familiar (Humaitá)
- Relicário (Inhaúma)
- Renascer (Tanque)
- Restinga (Recreio)
- Retiro (Senador Camará)
- Rebu (Senador Camará)
- Reunião (Tanque)
- Rio das Pedras (Jacarepaguá)
- Rio (Inhaúma)
- Rio Bonito (Vargem Grande)
- Rio do Ouro (Irajá)
- Rio Piraquê (Guaratiba)
- Rio Morto (Vargem Grande)
- Roberto Moreno (Paciência)
- Rocinha (São Conrado)
- Ródano (Ilha)
- Rodo (Rio Comprido)
- Rodolfo Chamberland (Jardim América)
- Rollas (Santa Cruz)
- Roque Santeiro (Itanhangá)
- Roquete Pinto (Ramos)
- Rubens Vaz (Bonsucesso)

### S
- Samauma (Barra de Guaratiba)
- Sangue e Areia (Bangu)
- Sapo (Senador Camará)
- Sagrado Coração (Santa Cruz)
- Sagrada Família (Tijuca)
- Salgueiro (Tijuca)
- Salsa e Merengue (Ramos)
- São Carlos (Estácio)
- São Francisco de Assis (Jacarepaguá)
- São Francisco de Assis (Colégio)
- São João (Engenho Novo)
- São João (Jacaré)
- São Jorge (Engenheiro Leal)
- São José Operário (Praça Seca)
- São José (Madureira e Engenheiro Leal)
- São Marcelo (Praça Seca)
- São Marciano (Praça Seca)
- São Sebastião (Caju)
- São Sebastião (Praça Seca)
- São Sebastião (Realengo)
- São Tilon (Barra da Tijuca)
- Sanatório (Madureira e Engenheiro Leal)
- Santa Alexandrina (Rio Comprido)
- Santa Anastácia (Curicica)
- Santa Catarina (Bangu)
- Santa Clara (Taquara)
- Santa Luzia (Vargem Pequena)
- Santa Maria (Jacarepaguá)
- Santa Marta (Botafogo)
- Santo Agostinho (Andaraí)
- Santo Amaro (Catete)
- Santo André (Senador Camará)
- Santo Antônio (Realengo)
- Santos Titara (Todos os Santos)
- Santa Rosa (Vila Valqueire)
- Santos Rodrigues (Rio Comprido)
- Saquaçu (Paciência)
- Sapê (Madureira e Oswaldo Cruz)
- Sapucaia (Ilha do Governador)
- Sargento Miguel Filho (Bangu)
- Sereno (Vila da Penha)
- Serra do Padilha (Água Santa)
- Serra Morena (Ilha do Governador)
- Serra Pelada (Cordovil)
- Serra do Padilha (Água Santa)
- Sérgio Silva (Engenho da Rainha)
- Serrinha (Madureira)
- Sertão (Jacarepaguá)
- Sete Sete (Padre Miguel)
- Seu Pedro (Del Castilho e Inhaúma)
- Selva (Senador Camará)
- Shangrilá (Taquara)
- Silva Vale (Cavalcanti)
- Silvério (Guaratiba)
- Sítio da Biquinha (Alto da Boa Vista)
- Sítio do Pai João (Itanhangá)
- Sítio Santa Isabel (Pechincha)
- Sossego (Senador Camará)
- Sossego (Madureira)
- Sumaré (Rio Comprido e Estácio)

### T
- Tancredo Neves (Jacaré)
- Tancredo Neves (Taquara)
- Tancredo Neves (Senador Camará)
- Tangará (Jacarepaguá)
- Taquaral (Senado Camará)
- Tauta (Jacaré)
- Tavares Bastos (Catete)
- Te Contei (Parada de Lucas)
- Teixeira Campos (Santíssimo)
- Teixeiras (Jacarepaguá)
- Telégrafos (São Cristóvão)
- Tenente (Bento Ribeiro)
- Tenente Pimentel (Olaria)
- Terra Nova (Ricardo de Albuquerque)
- Terra Nostra (Costa Barros - Complexo da Pedreira)
- Terra Encantada (Pavuna - Ficap)
- Terreirão (Recreio)
- Tibaji (Bangu)
- Tijuaçu (Itanhangá)
- Tijuca (Cosmos)
- Tijuquinha (Itanhangá)
- Tijolinho (Bonsucesso)
- Timbau (Bonsucesso)
- Tiquia (Senador Camará)
- Tirol (Freguesia)
- Titanic(Santa Marta)
- Tom Jobim (Pavuna e Costa Barros)
- Travessa Marques de Oliveira (Ramos)
- Torre (Guadalupe)
- Travessa Rio Claro (Oswaldo Cruz)
- Travessa Vista Alegre (Santa Teresa)
- Travessa Limeira (Praça Seca)
- Travessa Bernardo (Encantado e Água Santa)
- Travessa Antonina (Praça Seca)
- Trem (Vila Kosmos)
- Três Pontes (Paciência)
- Triângulo (Deodoro)
- Tuiuti (São Cristóvão)
- Turano (Rio Comprido)
- Turiaçu (Turiaçu)

### U
- União (Coelho da Rocha)
- União (Pavuna)
- União (Coelho Neto)
- União (Colégio)
- União (Costa Barros)
- Unidos de Santa Teresa (Santa Teresa e Rio Comprido)
- Uga-Uga (São Critovão)
- Urubu (Pilares)
- Urubuzinho (Abolição)

### V
- Vale do Ipê (Jacarepaguá)
- Vale de Curicica (Curicica)
- Vala do Sangue (Santa Cruz)
- Vale Encantado (Itanhangá)
- Várzea (Água Santa)
- Venda da Varanda (Paciência)
- Verde é Vida (Senador Camará)
- Valinhos (Oswaldo Cruz)
- Victor Veiga (Jacarepaguá)
- Vigário Geral
- Vigário (Paquetá)
- Vila Aliança (Bangu)
- Vila Amizade (Vargem Grande)
- Vila Anchieta (Rio Comprido)
- Vila Arará (Benfica e Manguinhos)
- Vila Autódromo (Jacarepaguá e Barra da Tijuca)
- Vila Benjamin Constant (Botafogo)
- Vila Brasil (Campo Grande)
- Vila Brasil (Magalhães Bastos)
- Vila Cabuçu (Lins de Vasconcelos)
- Vila Calmete (Curicica)
- Vila Cachoeira (Tijuca)
- Vila Camorim (Camorim)
- Vila Campinho (Campinho)
- Vila Cândido (Cosme Velho)
- Vila Canoas (São Conrado)
- Vila Capelinha (Magalhães Bastos)
- Vila Caranguejo (Jacarepaguá)
- Vila Cascatinha (Penha)
- Vila Catiri (Bangu)
- Vila Clemente (Caju)
- Vila Comari (Campo Grande)
- Vila Cruzeiro (Penha)
- Vila da Paz (Itanhangá)
- Vila das Rosas (Realengo)
- Vila do Nilo (Realengo)
- Vila Darcy Vagas (Ramos)
- Vila Darcy Vargas (Taquara e Realengo)
- Vila da Paz (Penha)
- Vila do Almirante (Realengo)
- Vila do Céu (Cosmos)
- Vila do João (Bonsucesso)
- Vila dos Crentes (Vargem Grande)
- Vila dos Mineiros (Jacaré)
- Vila Elza (Rio Comprido)
- Vila Eugênia (Marechal Hermes)
- Vila Esperança (Ramos)
- Vila Esperança/Invasão (Realengo)
- Vila Favelão (Jacarepaguá)
- Vila Harmonia (Vargem Grande)
- Vila Ieda (Campo Grande)
- Vila Itaocara (Inhaúma)
- Vila Jandira (Jacaré)
- Vila Joaniza (Ilha)
- Vila João Lopes (Realengo)
- Vila José de Anchieta (Praça Seca)
- Vila Juracy (Guaratiba)
- Vila Jurema (Realengo)
- Vila Kennedy (Bangu)
- Vila Lusimar (Engenho de Dentro)
- Vila Maria (Campo Grande)
- Vila Maria (Higienópolis e Maria da Graça)
- Vila Mangueiral (Campo Grande)
- Vila Matinha (Ramos)
- Vila Nossa Senhora da Glória (Marechal Hermes)
- Vila Nova (Inhaúma)
- Vila Nova (Vargem Grande)
- Vila Nova da Pavuna (Pavuna)
- Vila Nova Cruzada (Jacarepaguá)
- Vila Nova Esperança (Caju)
- Vila Olímpica (Bangu)
- Vila Operária Diamantes (Rocha Miranda e Honório Gurgel)
- Vila Paraíso (Santa Teresa)
- Vila Parque da Cidade (Gávea)
- Vila Pequeri (Brás de Pina)
- Vila Piquirobi (Bangu)
- Vila Pitumbu (Jacarepaguá)
- Vila Primavera (Cavalcanti)
- Vila Proletária (Penha)
- Vila Progresso (Bangu)
- Vila Recreio (Recreio)
- Vila Rica (Irajá)
- Vila São Bento (Padre Miguel e Bangu)
- Vila Santa Maura (Jacarepaguá)
- Vila Santa Mônica (Taquara)
- Vila Santo Antônio (Ramos)
- Vila Sapê (Curicica)
- Vila São Jorge (Colégio)
- Vila São Jorge (Cosmos e Santa Cruz)
- Vila São Miguel (Magalhães Bastos)
- Vila São Pedro (Bonsucesso)
- Vila Taboinha (Vargem Grande)
- Vila Triagem (São Francisco Xavier)
- Vila Turismo (Higienópolis e Manguinhos)
- Vila União (Realengo)
- Vila União da Paz (Bangu)
- Vila Verde (Santíssimo)
- Vila Vintém (Padre Miguel e Realengo)
- Vila Vitória (Cosmos)
- Vila Zulmira (Campo Grande)
- Virgolândia (Jacarepaguá)
- Vista Alegre do Recreio (Recreio)